# Itäkeskus

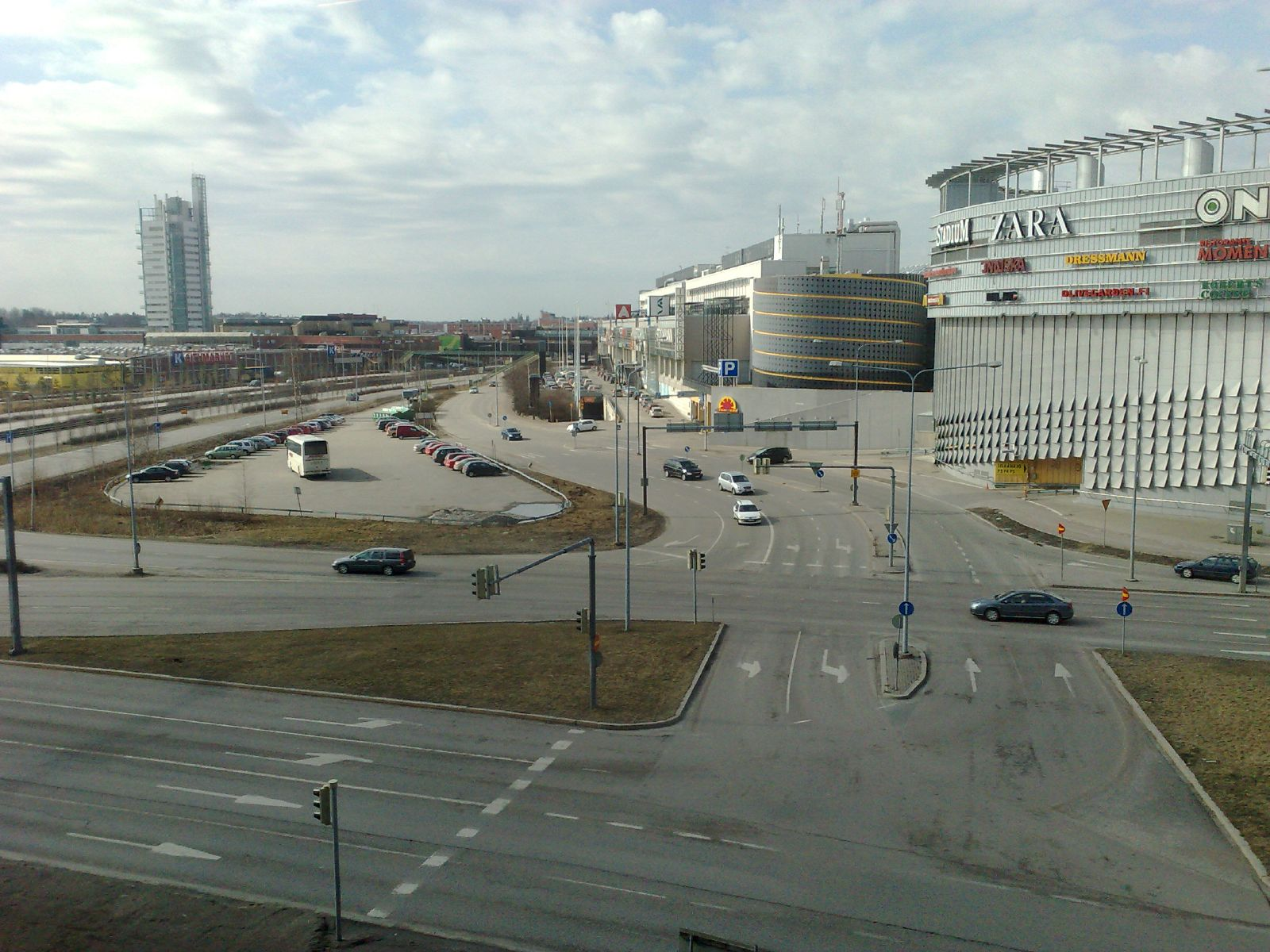
À droite le centre commercial et à gauche la tour de Itäkeskus. À l'avant la route périphérique Kehä I.

Itäkeskus (suédois : Östra centrum) est une section du quartier de Vartiokylä d'Helsinki, la capitale de la Finlande.

## Description
Itäkeskus a une superficie est de 1,17 km2, sa population s'élève à 4 821 habitants(1.1.2010) et il offre 5 471 emplois (31.12.2008).
Itäkeskus est bordé au sud par Marjaniemi, à l'est par Puotila, au nord par Puotinharju et  a l'est par Roihuvuori.

## Transports

### Métro
L'itäkeskus est desservi par la station Itäkeskus du métro d'Helsinki.

### Bus
Les bus de la ligne 550 partent de l'Itäkeskus.
De nombreux autres bus de la région d'Helsinki desservent l'Itäkeskus:
| Ligne | Trajet                                                     |
| ----- | ---------------------------------------------------------- |
| 82    | Herttoniemi (M) - Roihuvuori - Itäkeskus (M)               |
| 82B   | Herttoniemi (M) - Tammisalo - Roihuvuori - Itäkeskus (M)   |
| 92    | Itäkeskus (M) - Myllypuro                                  |
| 93    | Itäkeskus (M) - Landbo                                     |
| 93K   | Itäkeskus (M) - Karhusaari - Landbo                        |
| 94    | Itäkeskus (M) - Porttitie - Kontula (M) - Kontulankaari    |
| 97    | Itäkeskus (M) - Puotila - Mellunmäki (M)                   |
| 97V   | Itäkeskus (M) - Puotila - Vartioharjuntie - Mellunmäki (M) |
| 98    | Itäkeskus (M) - Marjaniemi - Rastila (M)                   |
| 841   | Itäkeskus (M) - Söderkulla - Hangelby                      |
| 500   | Itäkeskus (M) – Pasila – Munkkivuori                       |

## Galerie

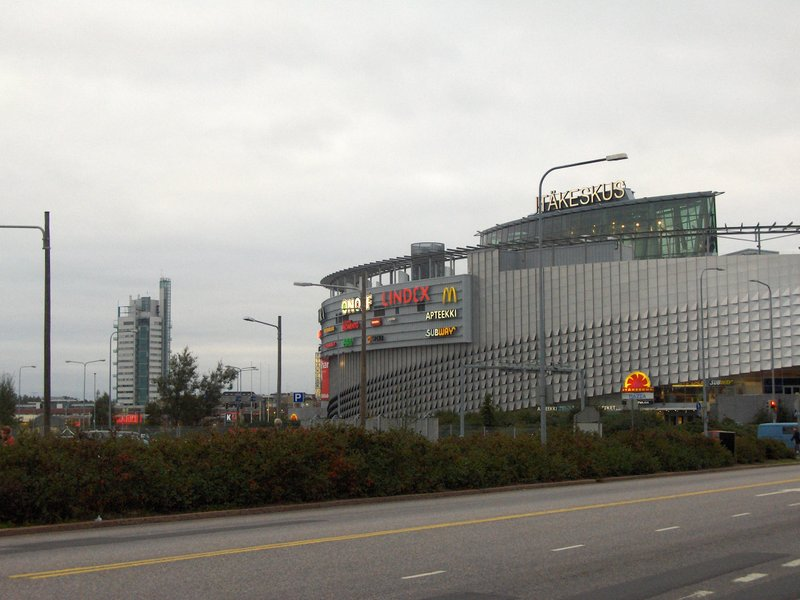
Le centre commercial de Itäkeskus.
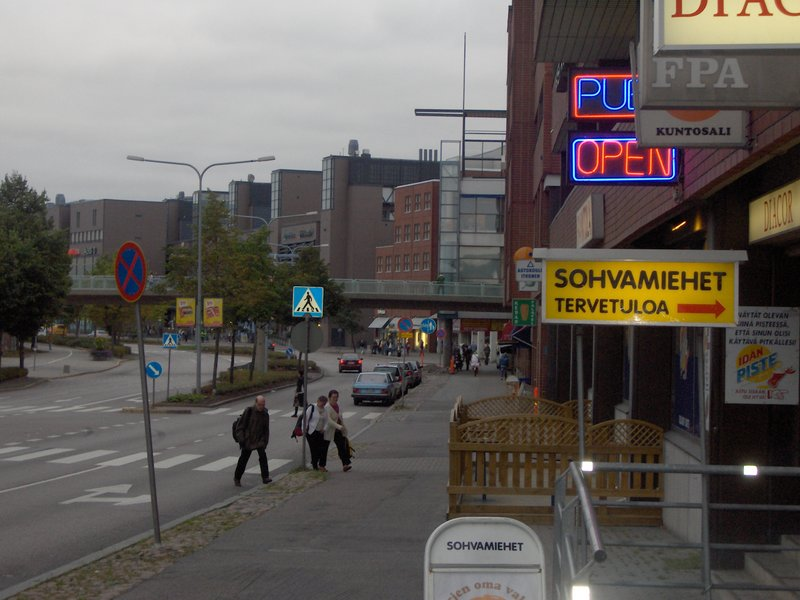
Le centre commercial et la rue Turunlinnantie.
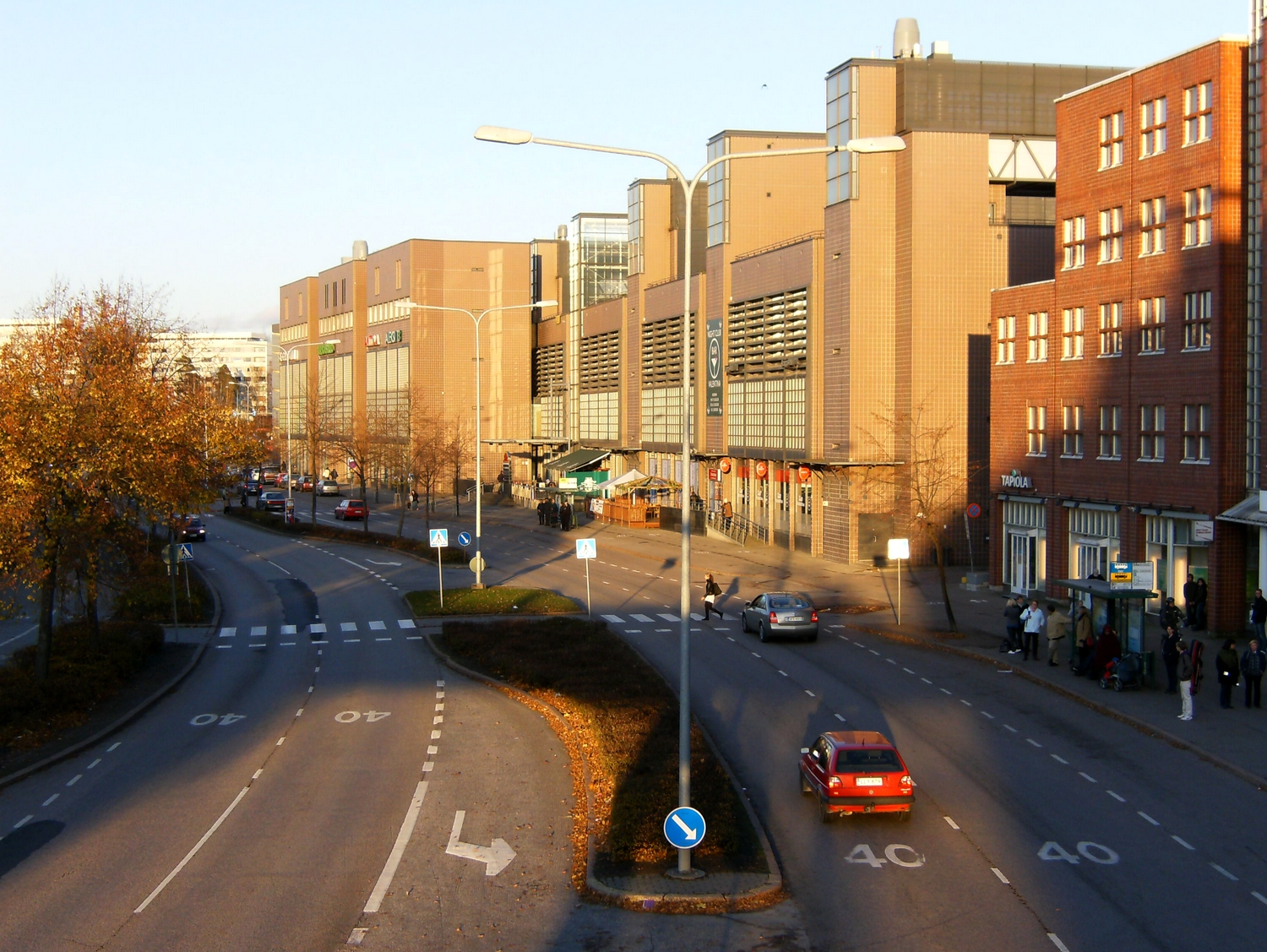
La rue Turunlinnantie, 2008.

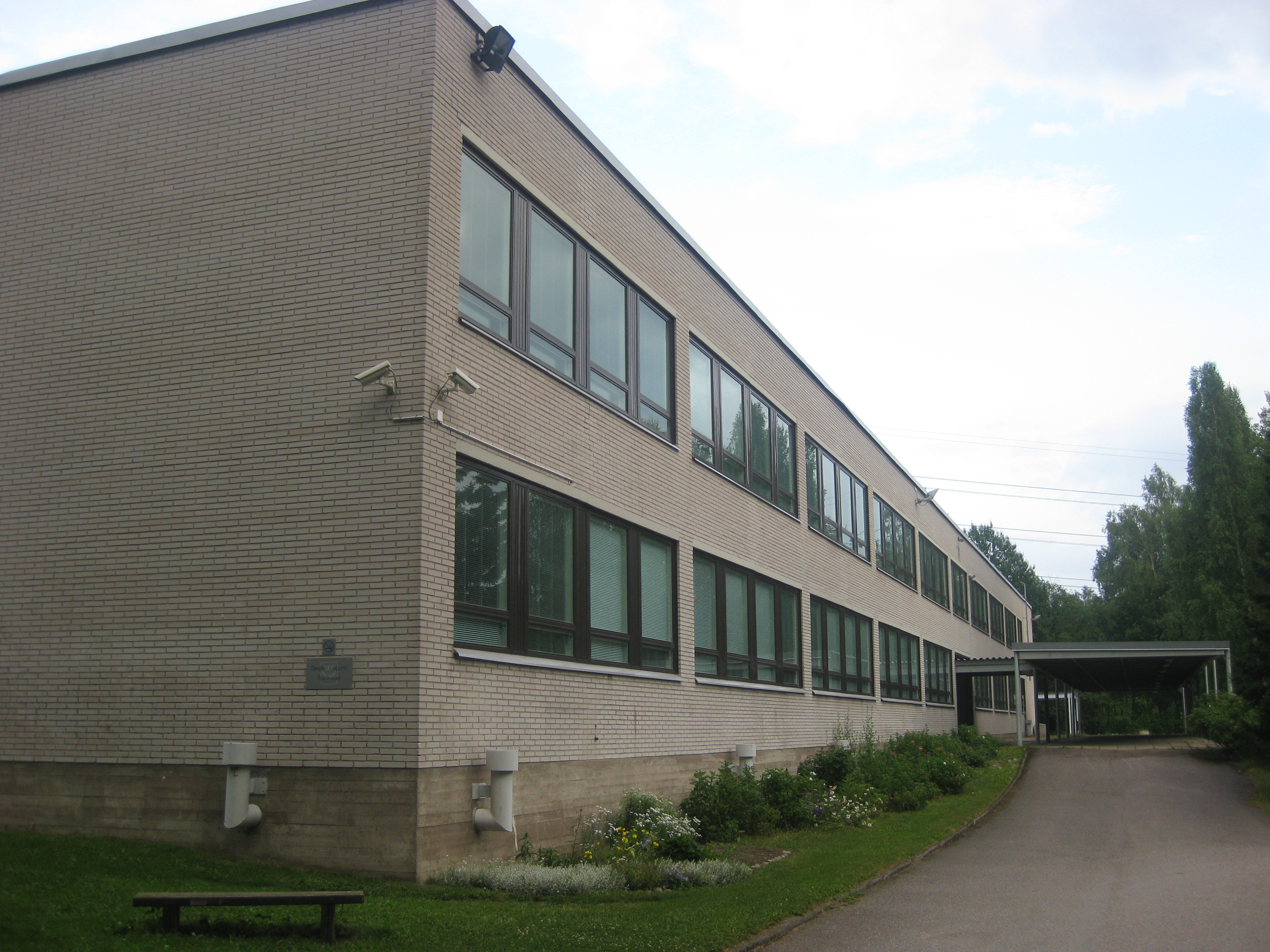
Lycée de Itäkeskus.
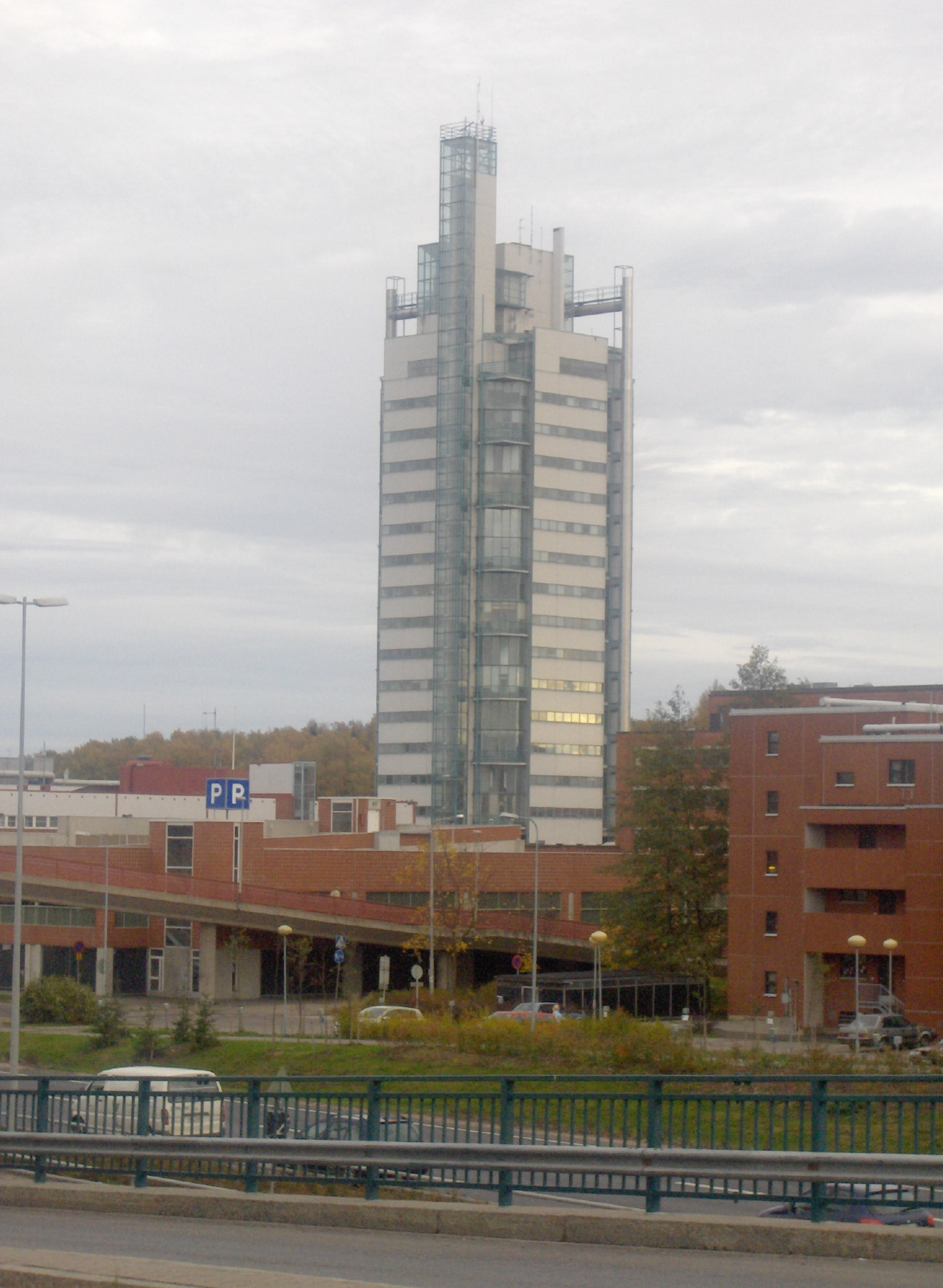
La tour Helmitorni.
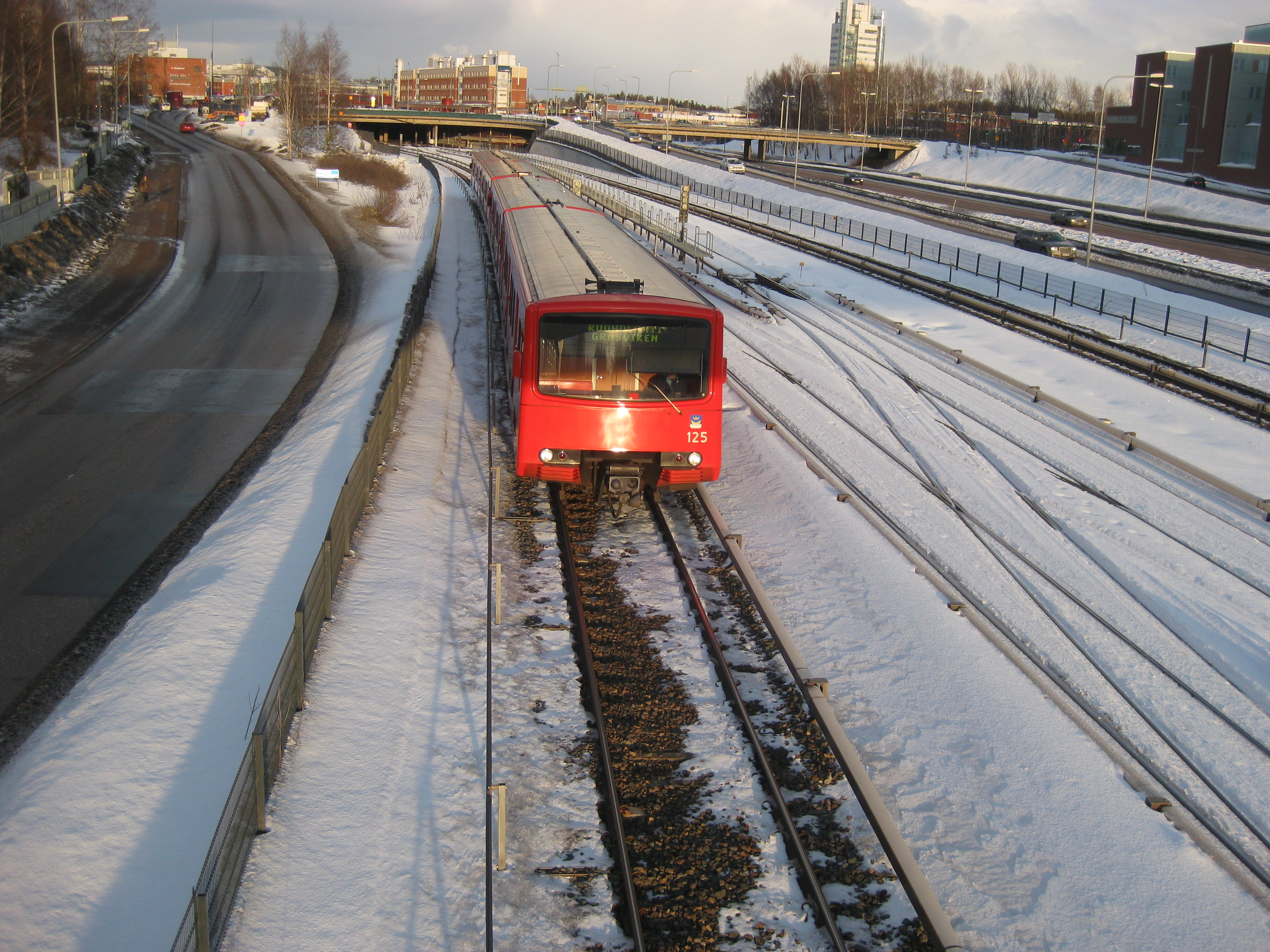
Le métro d'Itäkeskus.